# Хајдине
Хајдине су насељено мјесто града Врбовског, у Горском котару, Приморско-горанска жупанија, Република Хрватска.

## Географија
Хајдине се налазе 2,5 км сјеверно од Врбовског.

## Становништво
Према попису становништва из 2011. године, насеље Хајдине је имало 80 становника.
| Националност       | 1991. | 1981. | 1971. | 1961. |
| Срби               | 62    | 46    | 105   | 111   |
| Хрвати             | 40    | 16    | 29    | 35    |
| Југословени        | 9     | 52    | 1     | 2     |
| остали и непознато | 4     | 4     | 3     |       |
| Укупно             | 115   | 118   | 138   | 148   |

| Демографија | Демографија | Демографија |
| Година      | Становника  | Становника  |
| ----------- | ----------- | ----------- |
| 1961.       | 148         |             |
| 1971.       | 138         |             |
| 1981.       | 118         |             |
| 1991.       | 115         |             |
| 2001.       | 102         |             |
| 2011.       |             | 80          |